# Eddy Afonso
Eddy Marcos Afonso Melo (Luanda, 7 marzo 1994) è un calciatore angolano, centrocampista del Petro Atletico e della Nazionale angolana.

## Carriera

### Club
Ha sempre giocato per club angolani.

### Nazionale
Ha esordito con la nazionale angolana nel 2013 ed ha preso parte alla Coppa d'Africa 2019 ed alla Coppa d'Africa 2023.

## Palmarès

### Club

#### Competizioni nazionali
- Girabola: 2

Recreativo do Libolo: 2014, 2015